# Divisão N.º 6 (Alberta)
A Divisão N.º 6 é uma das divisões do censo da província de Alberta no Canadá, conforme definido pela Statistics Canada. Cercando a cidade de Calgary (a maior cidade da província), a maior parte da divisão está situada na Região de Calgary, enquanto sua parcela setentrional está localizada na Região Central. A área também forma o segmento sul do Corredor Calgary–Edmonton. A Divisão n.º 6 é a mais populosa das divisões de Alberta e também é a que possui a maior densidade populacional.

## Demografia
De acordo com o censo de 2011, a divisão tinha uma população de 1311022 habitantes em 500103 das suas 527608 residências, uma mudança de 12,9% em relação aos dados do censo de 2006, onde a população era de 1160936 residentes. Com uma extensão territorial de 12646 km2, tinha uma densidade populacional de 103,7 pessoas por km² em 2011.